# Féridah Guarini
Féridah (ou Férida) Guarini est une poétesse, tisserande et graveuse sur bois de nationalité belge.
Elle est née vers 1910 et est décédée à la fin du XXe siècle.
Pratiquant l'art du tissu qu'elle fabriquait sur un antique métier à tisser, chez elle au 15, rue Van Moer, elle composa aussi des poèmes élégiaques écrits dans une prose rythmée, dont le thème principal est fait de nostalgie et de stoïque déception devant les petitesses des êtres et des choses.
Elle pratiquait aussi la xylographie et son œuvre produite dans les années 1930, privilégie l’abstraction, la ligne brisée, la répétition du carré.

## Son œuvre poétique publiée
- Annotations orné de 28 bois gravés par l'auteur, Bruxelles, éd. de Belgique, 1933
- « Sagesse », dans : La momie chante, n° 4, Bruxelles, septembre 1933, p. 3.
- « Poème », dans : La momie chante, n° 6, Bruxelles, novembre 1933, p. 2.
- Le Miroir sans tain, avec un dessin de Chardon, Neuchâtel, 1964, À la Baconnière, (Collection : La Mandragore qui chante), où l'on retrouve quelques poèmes déjà parus dans Annotations.